# جان برنان
جان برنان (انگلیسی: John O. Brennan؛ زادهٔ ۲۲ سپتامبر ۱۹۵۵) سیاست‌مدار اهل ایالات متحده آمریکا است. وی در دوره باراک اوباما ریاست سیا را به عهده داشت و در حال حاظر عالی رز دنیای اسرایس است.